# Ca l'Alamany (Fontanilles)
Ca l'Alamany, o la Rectoria, és un edifici del segle XVII de Fontanilles (Baix Empordà) situat entre les mitjaneres de l'església i d'una altra casa (la torre de Can Cens) al centre històric del poble. El que abans era, segurament, un habitatge d'alguna família ben assentada socialment ha estat restaurat i ara serveix com a segona residència d'alguns estiuejants.
És un habitatge de tres plantes (planta baixa i dos pisos) d'estil gòtic, cobert a dues aigües amb teula àrab i construït a manera, tradició i amb les materials de la zona on està ubicat, és a dir, amb pedra natural i morter de calç. Posteriorment va ser arrebossat.
La casa està inclosa a l'Inventari del Patrimoni Arquitectònic de Catalunya.